# Avry Holmes
Avry Marshall Holmes (Salem, 20 febbraio 1994) è un cestista statunitense.